# Aleuroplatus incurvatus
Aleuroplatus incurvatus là một loài côn trùng cánh nửa trong họ Aleyrodidae, phân họ Aleyrodinae.
Aleuroplatus incurvatus được Takahashi miêu tả khoa học đầu tiên năm 1961.